# دوقية النمسا
دوقية النمسا (بالألمانية: Herzogtum Österreich) وهي ولاية كانت تابعة للالإمبراطورية الرومانية المقدسة تم تأسيسها في سنة 1156 بواسطة الإمبراطور فريدريك بربروسا حيث كانت ملحقة قبل ذلك بدوقية بافاريا انتهت هذه الدوقية في سنة 1457 بعد تأسيس الإمبراطورية النمساوية بواسطة الإمبراطور فريدريك الثالث.